# Coptopteryx thoracoides
Coptopteryx thoracoides – gatunek modliszki z rodziny modliszkowatych i podrodziny Photinainae

## Taksonomia
Gatunek ten opisany został w 1915 roku przez Ermanno Giglio-Tosa.

## Opis
Samiec: Biodra przednich odnóży z silnymi kolcami. Przedplecze nierozszerzone silnie, gładkie, zielone. Tylne skrzydła brązowe z białą poprzeczną przepaską.
Samica: Ciało długości około 70 mm. Przedplecze w 2⅛ tak długie jak szerokie.

## Rozprzestrzenienie
Gatunek neotropikalny, znany z Paragwaju.